# Генрі Спенсер Мур
Генрі Спенсер Мур (англ. Henry Spencer Moore; 30 липня 1898, Кастлфорд, Західний Йоркшир — 31 серпня 1986, Гартфордшир) — британський художник та скульптор.

## Біографія
Походив з шахтарської родини. У одинадцятирічному віці вирішив стати скульптором, почувши про Мікеланджело і його досягнення. Брав участь у Першої світовій війні, був отруєний газами у бою під Камбре (1917).

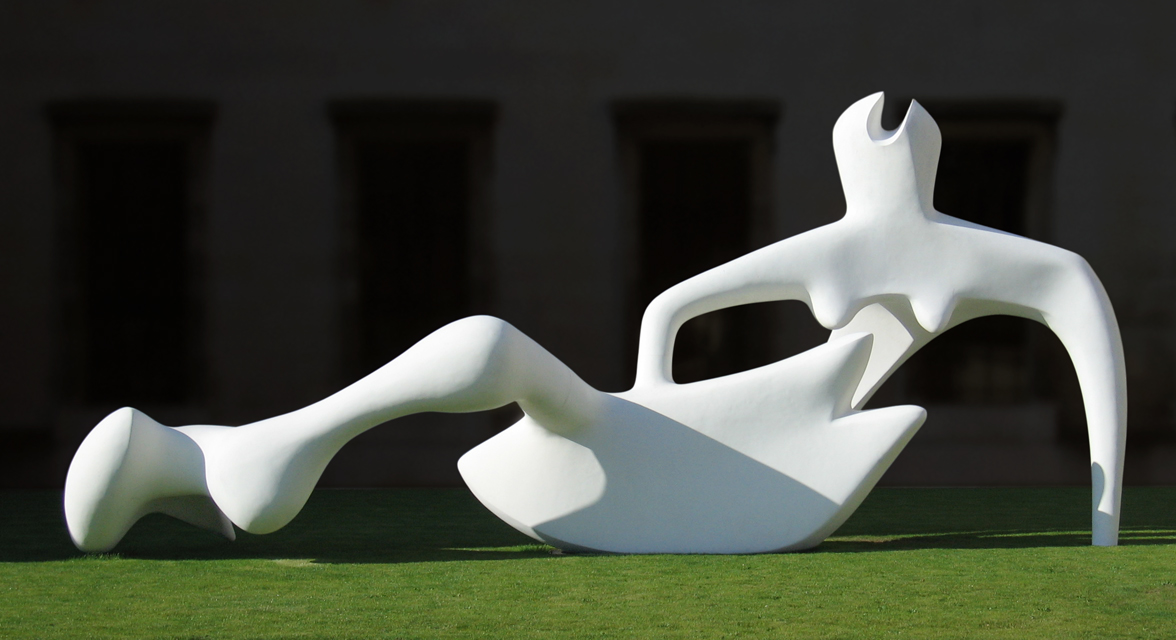
Генрі Мур Напівлежача фігура, 1951. Кембридж

Продовжив традицію монументальної фігуративної пластики та збагатив її новими художніми методами формоутворення. У творчості Мура простежується тенденція, спрямована на освоєння «відкритої форми»; його метою була передача взаємодії пластичної маси і простору, як оточуючого скульптуру, так і укладеного всередині неї.
Мур народився 30 липня 1898 року у Каслфорді (графство Йоркшир). Після першої світової війни навчався у Художньому коледжі у Лідсі та Королівському художньому коледжі у Лондоні, де викладав з 1924 по 1932; там Мур зустрів свою майбутню дружину, студентку лондонського Королівського художнього коледжу Ірину Радецьку. Ірина народилася у Києві 26 березня 1907 року. В 1917 році під час більшовицького перевороту її батько Анатолій Радецький був убитий. Мати Варвара залишила Ірину в Києві з бабусею, та невдовзі бабця померла. Ірина згадувала, як ховали бабусю в землі, загорнувши лише в простирадло. 10-річна дівчинка, втративши сім'ю і отримавши чергову травму, опинилася в будинку для глухонімих дітей, прибирала там за їжу і жила на вулицях Києва з іншими дітьми, які так само втратили все. В 1919 році за підробленим польським паспортом Ірину змогли відправити у Францію, де через Польське посольство її знайшла мати. Коли Ірина приїхала в Париж, вона мала роздутий живіт голодуючої дитини. В Парижі вони прожили 3 роки, а в 1921 році виїхали до Англії. В Лондоні Радецька поступила в Королівський художній коледж, в якому викладав Генрі Мур; у липні 1929 року вони одружилися, а в 1946 у них народилася дочка Мері. Мур залишив роботу у коледжі лише одного разу для здійснення поїздки до Італії. Мур завжди цікавився скульптурою Стародавньої Греції, етрусків та майя. Під впливом цього захоплення, а також ідеї «вірності матеріалами», висловленої критиком Роджером Фраєм, він звернувся до створення підкреслено матеріальних форм, що символізують природне, земне начало. На їх основі будуються його скульптури, серед яких переважають жіночі фігури та композиції на тему родини та материнства. Спочатку його роботи були достатньо близькі до реальних об'єктів, пізніше набули абстрактний характер.
Для церкви Святого Матвія у Нортхемптоні він створив у 1943–1944 роках статую Мадонни з Немовлям. Персональна виставка Мура у Музеї сучасного мистецтва у Нью-Йорку принесла йому славу одного з найкращих майстрів XX століття. 1948 року на венеціанській виставці Бієнале він отримав міжнародну премію, а 1953 — таку ж премію на Бієнале у Сан-Паулу. Серед його численних творів — скульптурні композиції для будівлі редакції журналу «Таймс» у Лондоні, для будівлі ЮНЕСКО у Парижі, банку Ламберт у Брюсселі та Лінкольновському центру у Нью-Йорку.
Вражаюча художня цілісність його творів не має аналогів в історії скульптури. Форми плавно та органічно перетікають один в одного, іноді утворюючи поглиблення та зяючі порожнечі, «дірки». Однак Мур ніколи не займався проблемами чистої форми, його цікавили образи, що нагадували природні форми: стародавні камені, тесані стихіями за багато століть; гірські печери, вимиті підземними потоками; ембріони у материнському череві; людське тіло як цілісна органічна система.
Художній образ представлявся майстру так, немовби, він від початку існував у самому матеріалі і лише очікував, поки його звільнить різець скульптора. Мур створював свої композиції з дерева, каменю, бронзи, залізобетону та теракоти, а також виконав ряд творів з дерева та свинцю, частини яких були скріплені туго натягнутими струнами або мідним дротом. У стилі його акварелей та малюнків пером отримала втілення підвищена сприйнятливість майстра до реалій навколишньої дійсності, але навіть у композиціях, виконаних під час Другої світової війни у лондонському метро під час нальотів німецької авіації, головне місце відводиться виявленню найістотніших, узагальнених форм людського тіла, а емоції та індивідуальність моделей грають другорядну роль.
1984 року на честь 750-річчя Берліна Генрі Мур створив скульптуру «Великий розділений овал: Метелик» (відлита у ливарній майстерні Германна Ноака), яка 1987 року була встановлена навпроти берлінського Будинку культури народів світу, який тоді ще служив Конгрес-центром.
Помер Мур у своєму будинку поблизу Мач-Гедгем (графство Гартфордшир) 31 серпня 1986 року.

## Творчість
Після війни навчався у Лідсі та Лондоні, познайомився з Б. Гепуорт. захопився первісною скульптурою, вивчав етнографічну колекцію Британського музею. У 1930-х звернувся до модернізму, відгукуючись на пошуки Пікассо, Арпа, Джакометті, Бринкуші, сюрреалістів. Брав участь в організації виставки сюрреалістів у Лондоні (1936).

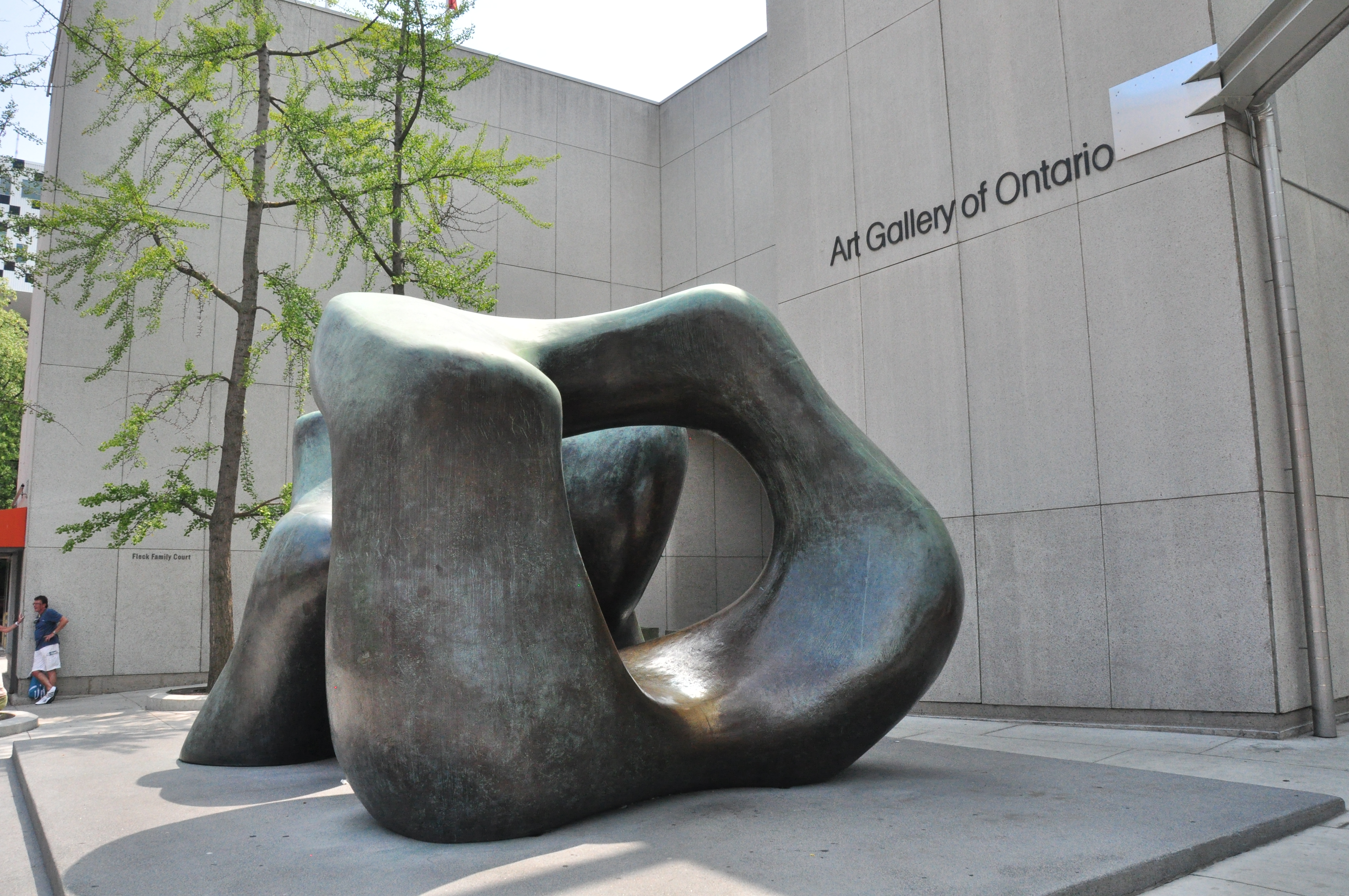
Скульптура Генрі Мура при вході до Художньої галереї Онтаріо, Торонто

Скульптура Мура, починаючи з другої половини 1940-х років, отримує новий імпульс до розвитку, пов'язаний з можливістю здійснювати їм усі свої задуми у формі монументальної пластики на відкритому повітрі — у природному або архітектурному просторі. Матеріал пластики Мура у 1945–1986 роках — переважно, бронза (на відміну від попереднього часу, коли улюбленими матеріалами Мура були камінь та дерево). Не виходячи з кола своїх головних тем-образів, вироблених ще у 1920 — 1930-і роки, він всіляко їх інтерпретує — від фігуративних до напівабстрактних варіантів. При цьому вирішальне значення надається пошуку універсальної, позачасової багатозначної форми, її органічності навколишньому простору, силі внутрішнього змісту. Шукання Мура часто спираються на досягнення пластики минулого (у той час майстер звертається до пластики класичної античності, яку раніше заперечував, а також до романо-готичної скульптури) і на образи елементів конкретного світу (кістки, раковини, камені, тощо.). Найглибші за значенням твори пластики Мур створює у 1970-х — початку 1980-х років.
Графіка Мура 1945–1986 років показує у всій повноті відмінне від пластичного розуміння форми. Якщо у довоєнний час основним видом графіки художника були так звані «Ідеї для скульптури», безпосередньо пов'язані з його скульптурною діяльністю, то тепер все більше значення надається малюнкам уявних сцен та образів, а також графічним серіям. Для робіт Мура післявоєнного періоду характерне звернення до теми материнства та народження нового життя, ембріона, ще пов'язане пуповиною з матір'ю, але вже починаючого окреме від неї існування.. Пізніші графічні роботи Мура повністю звернені до примарних психологічних категорій образу, його «душі». Вони є однією з вершин його творчості.
У перших значних скульптурних творах післявоєнної творчості Мура отримують розвиток теми родини та материнства. Це, насамперед, пов'язано з народженням у Генрі та Ірини Мур 1946 року їх єдиної дитини — дочки Мері. «Сімейним групам» кінця 1940-х — початку 1950-х років передувало створення 1943 року кам'яної статуї Мадонни з Немовлям для церкви у Нортхемптон (інший варіант цієї скульптури встановлено 1949 року у церкві у Бархем). Ранні варіанти Сімейної групи — невеликі бронзові скульптури. Перша великомасштабна робота на цю тему — бронзова «Сімейна група», виконана для школи у Стевенейджі (1948–1949).
У 1952–1953 роках Мур створює один зі своїх найбільш яскравих та романтичних образів — бронзову скульптуру «Король та Королева» (6 виливків). За зауваженням Дональда Голла, це «найпопулярніша скульптура [Мура] — але не серед художників, а серед відвідувачів галерей». дійсно, у цій композиції є щось ідилічне та відповідне (і за форматом, і за внутрішньою суттю) «конкретній» людині. Як відзначають багато біографів Мура, приводом для створення образу послужила важлива історична подія — смерть Георга VI (який користувався загальною любов'ю співвітчизників) та сходження на престол королеви Єлизавети II.

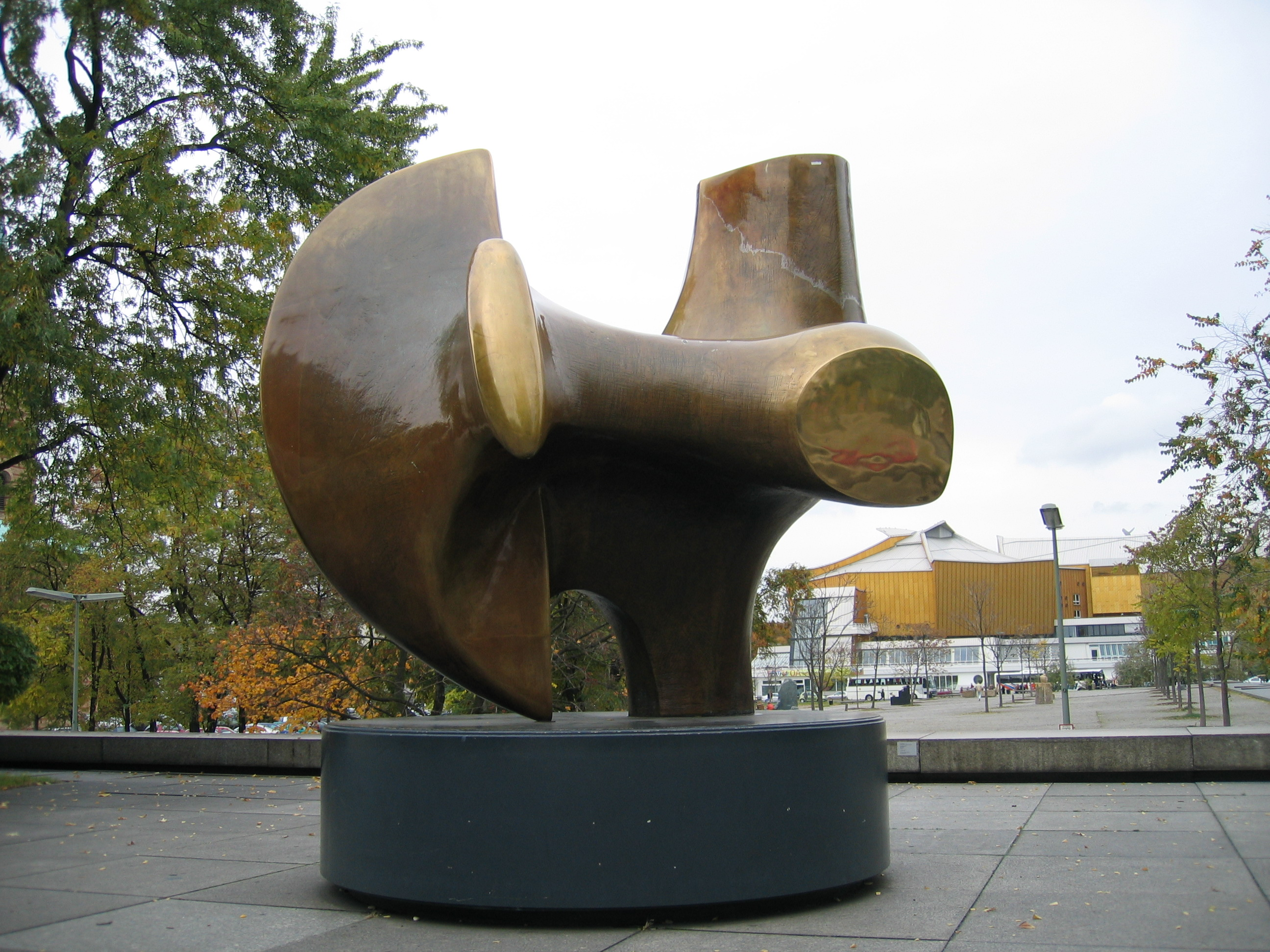
Лучник. Берлін

Про ідею свого останнього монументального твору — «Мати і дитя (капюшон)» (1982–1983) — Мур говорив: «Я не можу відкинути ідею Мадонни з Немовлям \<…> [Ця скульптура] може стати моєю останньою роботою. Я хочу додати їй релігійний сенс». Велику мармурову версію цієї композиції, виконану за робочим моделям Мура італійськими фахівцями, встановили у Соборі св. Павла у Лондоні. Англійський мистецтвознавець Норберт Лінтон вважає, що «заглиблення, у якому лежить немовля, — це і мандорла, і черево. Від немовляти немовби йде сяйво, що нагадує сяйво у релігійного живопису».

## Визнання
Після другої світової війни роботи Мура набули світового визнання, вони представлені у найбільших музеях різних країн. Він нагороджений Орденом За заслуги, Орденом Кавалерів Слави. Прах художника покоїться у лондонському Соборі Святого Павла.